# Gilles Dupray
Gilles Dupray (né le 2 janvier 1970 à Lannion) est un athlète français, spécialiste du lancer du marteau.

## Biographie
En 1994, il remporte les Championnats de France avec un jet à 74,58 m ainsi que le concours de sa discipline aux Jeux de la Francophonie de 1994. 
Le 21 mai 1998, à Clermont-Ferrand, Gilles Dupray bat le record de France du lancer du marteau avec un lancer à 80,71 m, améliorant de 73 cm l'ancienne meilleure marque nationale détenue depuis 1993 par Christophe Épalle. Il établit un nouveau record de France le 21 juin 2000 à Chelles avec un lancer à 82,38 m. 
Il participe aux Championnats du monde de 1995 et 1999, ainsi qu'aux Jeux olympiques de 1996 et 2000 mais ne parvient pas à passer le cap des qualifications.

### Palmarès
- Championnats de France d'athlétisme :
  - Lancer du marteau : vainqueur en 1994

### Records
| Épreuve           | Performance | Lieu    | Date         |
| ----------------- | ----------- | ------- | ------------ |
| Lancer du marteau | 82,38 m     | Chelles | 21 juin 2000 |